# William H. Crane
William H. Crane, nato William Henry Crane  (Leicester, 30 aprile 1845 – Hollywood, 7 marzo 1928), è stato un attore statunitense.

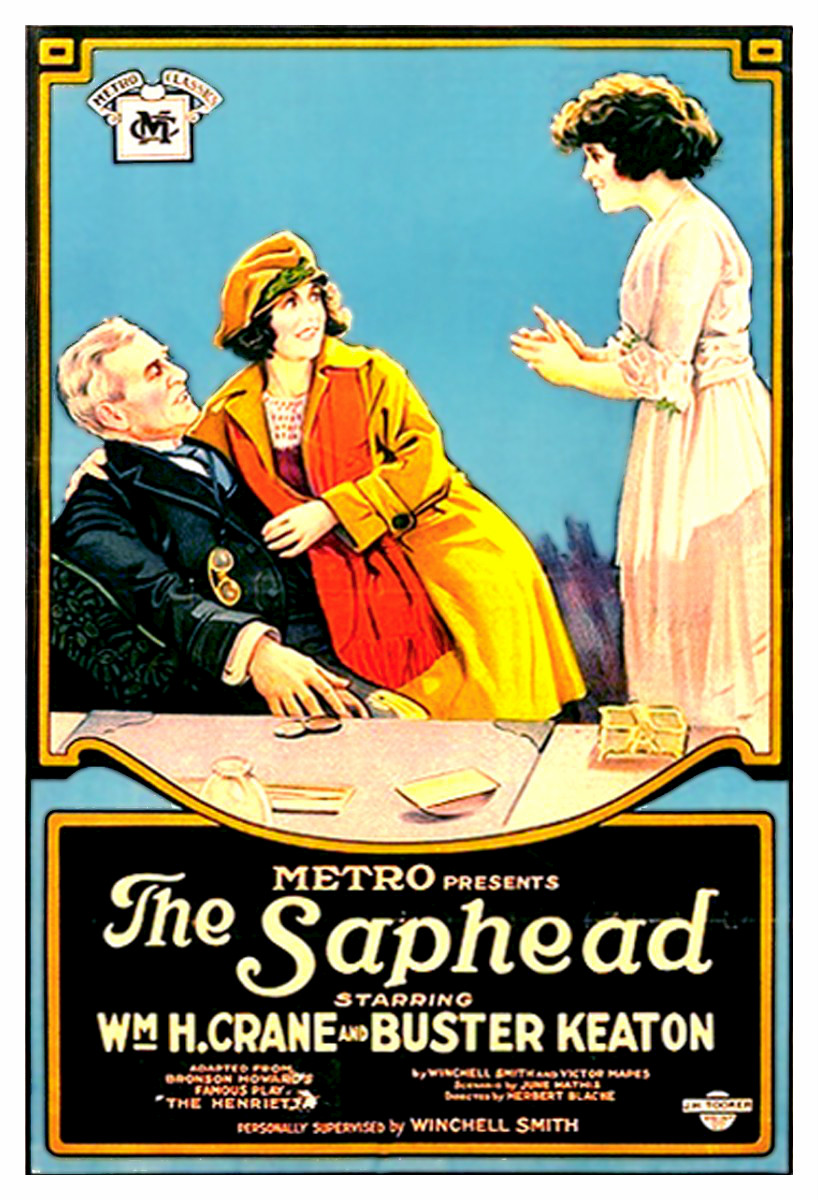
Il nome di Crane accanto a quello di Buster Keaton

Nato nel Massachusetts, fece la sua apparizione sul palcoscenico nel 1863 a Utica (New York), ne La figlia del reggimento di Gaetano Donizetti. Qualche tempo dopo, ebbe grande successo ne Le Blanc the Notary e in Evangeline (1873). Attore versatile, passò a recitare Shakespeare o Mirabeau diventando, in seguito, uno degli attori preferiti dal pubblico dell'epoca. Nella sua carriera, prese parte - dal 1911 al 1924 - anche a diversi film.
 
In uno di questi, Lo sciocco del 1920, trasposizione per lo schermo di una sua commedia di Broadway, interpretava il padre di Buster Keaton: il film fu il primo lungometraggio dove il comico ottenne, per raccomandazione di Douglas Fairbanks, un ruolo da protagonista, e servì a lanciarne definitivamente la carriera.

## Filmografia
- The Coward's Flute, regia di Ulysses Davis - cortometraggio (1912)
- Fathers and Sons - cortometraggio (1912)
- Lucky Jim - cortometraggio (1912)
- David Harum, regia di Allan Dwan (1915)
- Lo sciocco (The Saphead), regia di Herbert Blaché, Winchell Smith (1920)
- Tre pazzi saggi (Three Wise Fools), regia di King Vidor (1923)
- True As Steel
- So This Is Marriage?, regia di Hobart Henley (1924)